# Owj Tazarve
Tazarve (перс. تذرو , «Фазан») — реактивний навчально-тренувальний літак іранського виробництва, вперше представлений на авіасалоні в Кіші в 2002 році. 
Іран розпочав програму розробки реактивного навчально-тренувального літака на початку 1990-х років, вперше здійснивши політ концептуального літака Dorna в 1995 році, другого, значно модифікованого літака Tondar в 1998 році, і третього літака Tazarve з подальшими доробками. Цей третій прототип був публічно представлений на авіасалоні в Кіш у жовтні-листопаді 2002 року. 
Tazarve — це невеликий літак з повністю композитної (вуглепластикової та склопластикової конструкції, з середньомодульним прямим крилом) конструкції. Він оснащений одним реактивним двигуном General Electric J85, закупленим з наявних запасів ВПС Ісламської Республіки Іран . Іранські ВПС розмістили замовлення на п'ять дослідних зразків і 25 серійних літаків. Принаймні, передсерійні літаки, схоже, були побудовані до 2008 року. 

## Технічні характеристики

### Загальні характеристики
- Екіпаж: 2
- Довжина: 10,7 м (35 футів 1 дюйм)
- Розмах крил: 8,04 м (26 футів 5 дюймів)
- Висота: 3,63 м (11 футів 11 дюймів)
- Порожня вага: 2 550 кг (5 622 фунта)
- Максимальна злітна вага: 4 000 кг (8 818 фунтів)
- Силова установка: 1 × General Electric J85-17, тяга 12,7 кН (2900 фунтів сили)

### Характеристики
- Максимальна швидкість: 648 км/год (403 миль/год, 350 kn)
- Швидкість гальмування: 158 км/год (98 миль/год, 85 kn)
- Дальність польоту 750 км (470 миль, 400 нм)
- Службова стеля: 11 582 м (37 999 футів)